# Brooke Henderson
Brooke Mackenzie Henderson (nascida em 10 de setembro de 1997) é uma golfista profissional canadense que atualmente joga no LPGA Tour. Em 2016, aos 18 anos, Brooke vence o Campeonato PGA Feminino KPMG, tornando-se a mais jovem vencedora da competição e passando-a para a segunda colocada no ranking feminino de golfe mundial.
Tornou-se profissional em 2014 e irá representar o Canadá no jogo por tacadas individual feminino do golfe nos Jogos Olímpicos de Verão de 2016, no Rio de Janeiro, Brasil.